# ジョン・ウッドール

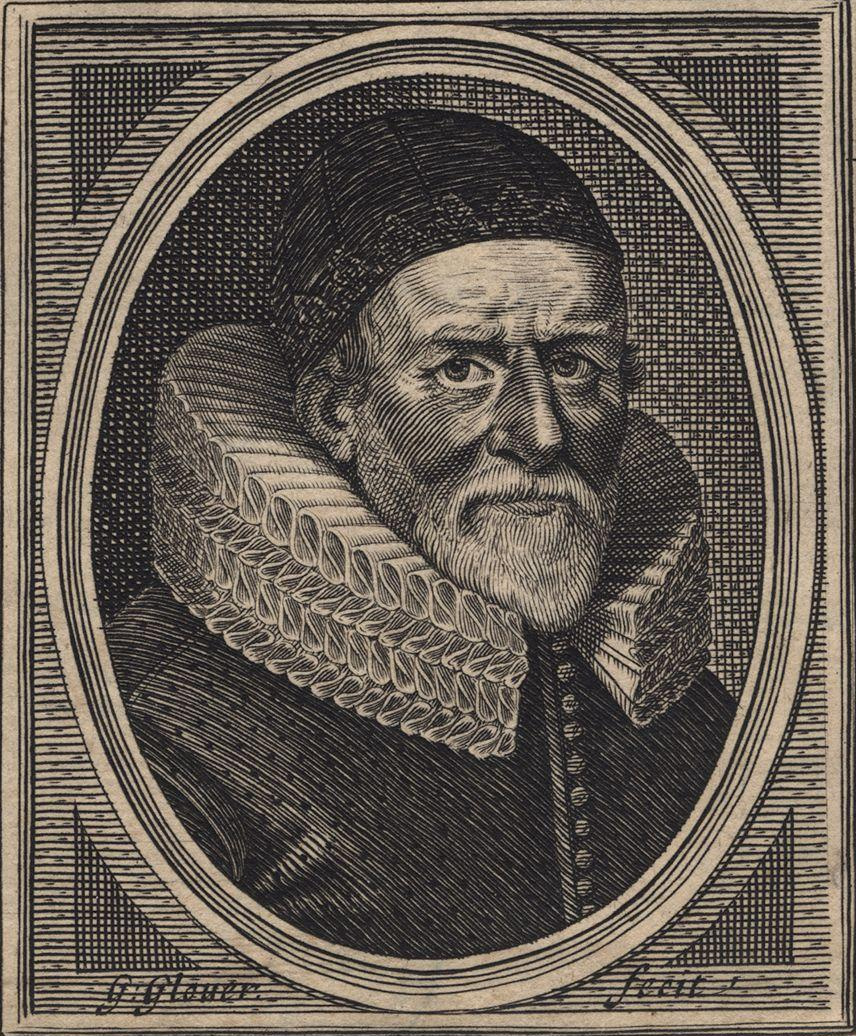
1639年の肖像画

ジョン・ウッドール（英語: John Woodall、1570年 – 1643年8月28日）は、イングランド王国の医師。1617年の著作The Surgion's Mate, or a Treatise discovering faithfully the due contents of the Surgion's Chestで壊血病の治療法にはじめてレモンジュースを用いたことが知られている。

## 生涯
リチャード・ウッドール（Richard Woodall、1598年没）とメアリー・イセル（Mary Ithell、パース・イセル（Peirse Ithell）の娘）の息子として、1570年に生まれた。1580年代末に第13代ウィロビー・ド・アーズビー男爵ペレグリン・バーティー率いる歩兵連隊に軍医として従軍、1589年から1590年まで連隊がノルマンディーで対カトリック同盟の戦争に参戦したときもそれに従ってフランスに向かった。その後の8年間はシュターデに住み、オランダやフランス、ポーランドを旅しつつペストの治療にかかわることもあった。また、ドイツではしばしばイングランド女王エリザベス1世が派遣する使節団の通訳を務めた。帰国後はロンドンのウッド・ストリートに住み、1599年にロンドン床屋外科医組合に加入、1601年3月24日に徒弟期間を終えた。1603年のペスト流行では治療に尽力し、1604年にポーランドへの使節団に随行した。
1603年12月18日に未亡人サラ・ステイヴリー（Sarah Stavely、旧姓ヘンチポール（Henchpole）、1641年没）と結婚、3男1女をもうけた。
1598年に父が死去すると、遺産継承をめぐり弟との争いが起こったが、1607年に弟が死去したことで解決した。これらの財産を用いてイギリス東インド会社やバージニア会社、サマーズ諸島会社に多額の投資をしており、1621年頃から1634年まではバージニア産のたばこをイングランドに輸入した。
1612年にイギリス東インド会社の医師総監（surgeon-general）に、1616年1月19日に聖バーソロミュー病院の外科医に任命され、いずれも1643年に死去するまで務めた。東インド会社では会社の病院で患者を治療する傍ら、医師の規約を作成し、その雇用に関わり、1617年にはThe Surgion's Mate, or a Treatise discovering faithfully the due contents of the Surgion's Chestを著した。この著作は外科医の道具箱（surgeon's chest）に含まれる器具や薬の使い道などが詳しく記述されており、壊血病の治療法にレモンジュースを用いた最初の書籍である。その後、1618年3月26日に年俸が30ポンドに上がった。1628年、ラ・ロシェル包囲戦へのイングランド派遣軍の軍医を教育するために、主に銃創の治療について記述したViaticum, being the Pathway to the Surgeon's Chestを著している。1639年にはこれら2作を1冊に合併したThe Surgeon's Mate, or Military and Domestique Surgery, with a Treatise for the Cure of the Plagueが出版され、国王チャールズ1世に献呈されている。
ロンドン床屋外科医組合では後進の育成や組合の事務に精力的に関わって昇進を繰り返し、1632年には組合のマスター（master）に上りつめた。
1643年8月28日にブロード・ストリートの自宅で死去、31日にセント・ベネット・フィンクに埋葬された。子女たちに多額な遺産を残した。